# Гигантское простое число
Гигантское простое число — простое число, содержащее не менее 10 000 десятичных цифр.
Термин впервые появился в Journal of Recreational Mathematics в статье Сэмюэля Йейтса «Collecting gigantic and titanic primes» (1992). Крис Колдуэлл, продолживший пополнять коллекцию чисел Йейтса в The Prime Pages, сообщает, что изменил требование с 5 000 цифр у Йейтса на 10 000 цифр во время корректуры статьи после смерти Йейтса. В то время было известно всего несколько гигантских простых чисел, сегодня же современный персональный компьютер за день может найти много таких чисел.
Первым обнаруженным гигантским простым стало простое число Мерсенна 2 44497 − 1. Оно состоит из 13 395 цифр и было обнаружено в 1979 году Гарри Л. Нельсоном и Дэвидом Словински.
Наименьшее гигантское простое число — 10 9999 + 33603. Его простоту доказали в 2003 году Йенс Франке, Торстен Кляйнджунг и Тобиас Вирт, используя собственную распределенной программу на основе проверки на простоту с использованием эллиптических кривых. На то время это было крупнейшее доказательство, выполненное с помощью этого метода проверки.